# Патриция Вентворт
Дора Эми Тернбулл (англ. Dora Amy Turnbull; урожденная Эллис (англ. Elles), в первом замужестве Диллон (англ. Dillon)), более известная под псевдонимом Патриция Вентворт (англ. Patricia Wentworth; 10 ноября 1878 или 10 ноября 1877 — 28 января 1961) – плодовитая английская писательница, наиболее известная по серии детективов о Мод Сильвер (32 романа).

## Биография
Дора Эллис родилась в Муссури, Уттаракханд, Британская Индия, на летней базе английской армии в предгорьях Гималаев. Получила образование сначала в частном порядке, затем продолжила обучение в средней школе для девочек Blackheath в Лондоне. Ее отцом был генерал-лейтенант сэр Эдмон Эллис (англ. Sir Edmond Roche Elles) (1848-1934). Помимо Доры, в семье было еще два сына.
Ее первым мужем был полковник Джордж Ф. Диллон (англ. George F. Dillon), в браке с которым у них родилась одна дочь; до женитьбы на Доре, Диллона уже было два сына, один из которых умер во время Первой Мировой Войны на Сомме. Сам Диллон умер в 1906 году. В 1920 году Эллис повторно вышла замуж за Джорджа Оливера Тернбулла (англ. George Oliver Turnbull), от которого родила свою вторую дочь. Миссис Дора Тернбулл предпочитала вести спокойный и размеренный образ жизни английской аристократки; она увлекалась садоводством, автомобилями, театром и разведением такс.

## Творчество

### Ранние работы
Первая литературная работа Патриции Вентворт ("A Marriage under the Terror", 1910 ) - опубликованная при содействии отца писательницы - появилась в "Гражданском и военном журнале"; там же свои первые работы публиковал лауреат Нобелевской премии по литературе Редьярд Киплинг. Произведение Вентворт - как и все ее ранние работы - были написаны в историко-приключенческом жанре, а действие разворачивалось во время Великой французской революции - это бых хорошо известный для современников Вентворт период благодаря беллетристики Чарльза Диккенса и баронессе Эмме Орци. За свой первый - довольно сентиментальный - роман Патриция Вентворт получила премию в виде около 250 франков, а само произведение стало популярным, а сама писательница - известной. Благодаря первому успеху, Дора Эллис опубликовала еще 6 романов - до второго замужества.
К тому времени, когда Вентворт взялась за написание детективов, она была уже состоявшейся романисткой, имевшей свой собственный стиль и умеющая описать живых персонажей и ладно построить сюжет.

### Детективная беллетристика
Первым опубликованным детективом Патриции Вентворт был роман " The Astonishing Adventure of Jane Smith " (1923). Учитывая возраст Вентворт на тот момент - около 45 лет, - это можно считать довольно резкой сменой жанра. Обычно такое происходит с писателями после неких значимых перемен в их жизни, чего, однако, не происходило с писательницей. По мнению критиков, в своем первом детективном произведении Вентворт удалось создать интригу, в которую попались многие читатели. Вентворт уделяла большое внимание к любовным линиям сюжета, и одной из первых перенесла действия своих романов в деревню.
Абсолютное большинство романов Доры Тернбулл отличаются наличием типично английских черт, от маленькой английской деревни до Лондона, где минимальные характеристики точно соответствуют требованием сюжета. Деревня в романах Вентворт - это окруженные растительностью несколько коттеджей с маленькими садиками, у каждого, и в каждом доме простая мебель. Всегда присутствуют дом священника и некие офисы, и если есть магазинчики, то в них лишь безобидные предметы для продажи.
В своих детективах Тернбулл делала акцент на потайных ходах и замаскированных преступниках, окруженных тайной, а сюжеты ее романов были абсурдны. Другое выделяемое абсолютное большинство в романах Тернбулл - это девы в беде. Причем, все они красивы и добродетельны, оказываются в неприятностях по собственной глупости, и на кону стоит их репутация; сами они не в состоянии справиться с элементарными затруднениями, будто все англичанки инфантильны. Попавшие в беду девушки неодинаковы, писательница пыталась создать у каждой свои отличительные черты.
В детективах Доры Тернбулл нет ни похищений, ни хитроумных краж, ни шантажа - только убийства. Чаще всего - отравления.

#### Мод Хисиба Сильвер
Мисс Сильвер - самый известный персонаж Патриции Вентворт. Впервые она появилась в романе "Серая маска" (англ. Grey Mask) в 1928 году; Патриции Вентворт было около 50 лет. Второй роман о мисс Сильвер был издан в 1937 году, а регулярное издание серии берет начало с 1946 (миссис Тернбулл около 68 лет) года. Всего Мод Сильвер стала героиней 26 детективов.
До того, как стать частным детективом, Мод Сильвер была гувернанткой; Рендал Марч, главный констебль графства, в котором происходит действия большинства романов серии, был ее воспитанником и сохранил к ней добрые чувства. При своих расследованиях мисс Сильвер пренебрегает дедукцией и логическим мышлением. Она - проныра. Ближе к концу романа, когда все идет к развязке, мисс Сильвер обычно попадает в апартаменты своей клиентки - а обычно это девы в беде, - где находит личный дневник или школьную тетрадь последней, прочитав которую, находит развязку. Помимо этого, на протяжении всего действия, мисс Сильвер делает заметки, из которых делает свои выводы (подобно миссис Брэдли).

Патриция Вентворт описывает мисс Сильвер так:
" ...Дама, одетая в пастельные тона из ситцевой ткани, сливающейся с бледной кожей и шляпой с цветочками и рюшечками на платье... "
Мод Сильвер любит вязать носки и цитировать Альфреда Теннисона. Она всегда требует от своих клиентов полной откровенности. Обстановка ее скромной квартиры и обычаи жизни целиком вписываются в культуру, господствующей в Англии Викторианской Эпохи. ее квартира скорее напоминает офис, поскольку именно здесь, а не в голове, мисс Сильвер хранит папки с досье о всех своих делах. Мисс Сильвер часто не может купить себе новые платья, а потому носит старые, уже вышедшие из мода наряды. Ее единственным украшением является брошь в виде розы, которую она всегда - как и золоченное пенсне - носит с собов ( в шейном платке).
При рассуждениях о мисс Сильвер неизбежны параллели с мисс Марпл Агаты Кристи. Впервые мисс Марпл появилась в рассказах на страницах «The Royal Magazine» в 1927 году, когда первый роман о ней был издан в 1932. Первый роман о мисс Сильвер издан в 1928, второй - в 1937, третий - в 1946, с очевидным влиянием персонажа Кристи; к 1946 Агата Кристи написала о мисс Марпл еще два романа - "Тело в библиотеке" и "Одним пальцем". В некоторых произведениях Вентворт мисс Марпл даже упоминается как давняя подруга мисс Сильвер. Однако если мисс Марпл расследует дела из любопытства, то мисс Сильвер, как частный детектив, делает это для пополнения своего счета, денежного вознаграждения.
Все романы о мисс Сильвер были переведены на русский язык; некоторые имеют разные переводы.

### Детективы

#### Серия о мисс Сильвер
- Серая маска (англ. Grey Mask) (1928)
- Дело закрыто (англ. The Case Is Closed) (1937)
- Опасная тропа (англ. Lonesome Road) (1939)
- На краю пропасти (англ. Danger Point (в США издан под названием In the Balance)) (1941)
- Китайская шаль (англ. The Chinese Shawl) (1943); др. переводы - "Роковой сувенир"
- Вмешательство мисс Сильвер (англ. Miss Silver Intervenes (в США издан под названием "Miss Silver Deals with Death")) (1943); др. переводы - "Мисс Сильвер вмешивается", "Шестое чувство"
- Когда часы пробьют двенадцать (англ. The Clock Strikes Twelve) (1944) - др. переводы - "Часы бьют двенадцать", "Часы пробили полночь"
- Ключ (англ. The Key) (1944) - др. переводы - "Кровавая фуга"
- Возвращение странницы (англ. The Traveller Returns (в США издан под названием She Came Back)) (1945)
- Приют пилигрима (англ. Pilgrim's Rest (так же издан как Dark Threat)) (1946)
- Убийство в Леттер-Энде (англ. Latter End) (1947); др. переводы - "Убийство в поместье Леттеров"
- Светящееся пятно (англ. Spotlight (в США издан под названием Wicked Uncle)) (1947)
- Дело Уильяма Смита (англ. The Case of William Smith) (1948)
- Кольцо вечности (англ. Eternity Ring) (1948)
- Гостиница "Огненное колесо" (англ. The Catherine Wheel) (1949); др. переводы - "Огненное колесо", "Приют контрабандистов"
- Мисс Сильвер приезжает погостить (англ. Miss Silver Comes to Stay) (1949); др. переводы - "Мисс Сильвер приехала погостить"
- Коллекция Брединга (англ. The Brading Collection (так же издан как Mr. Brading's Collection)) (1950)
- Кинжал из слоновой кости (англ. The Ivory Dagger) (1951)
- Сквозь стену (англ. Through the Wall) (1950)
- Анна, где ты? (англ. Anna, Where Are You?) (так же издан как Death At Deep End)) (1951)
- Круги по воде (англ. The Watersplash) (1951); др. переводы - "Круги на воде"
- Проклятие для леди (англ. Ladies' Bane) (1952)
- Из прошлого (англ. Out of the Past) (1953); др. переводы - "Причина для убийства"
- Тихий омут (англ. The Silent Pool) (1954); др. переводы - "Тихий пруд"
- Ускользающие улики (англ. Vanishing Point) (1953)
- Сокровище Беневентов (англ. The Benevent Treasure) (1953); др. переводы - "Сокровища Беневентов"
- Павильон (англ. The Gazebo (так же издан как The Summerhouse) ) (1955); др. переводы - "Дом призраков"
- Внимающее око (англ. The Listening Eye) (1955)
- Ядовитые письма (англ. Poison in the Pen) (1955); др. переводы - "Смерть в конверте", "Все леди под подозрением"
- Роковой отпечаток (англ. The Fingerprint) (1956); др. переводы - "Отпечаток пальца", "Отпечатки"
- Элингтонское наследство (англ. The Alington Inheritance) (1958)
- Тайна темного подвала (англ. The Girl in the Cellar) (1961)

#### Серия о Frank Garrett
- Мертв или жив (англ. Dead or Alivе) (1936)
- Rolling Stone, 1940

#### Серия о Ernest Lamb
- The Blind Side, 1939
- Who Pays the Piper? (в США издан под названием "Account Rendered"), 1940
- Pursuit of a Parcel, 1942

#### Серия о Benbow Smith
- Fool Errant, 1929
- Danger Calling, 1931
- Walk with Care, 1933
- Down Under, 1937

### Другие работы
- A Marriage under the Terror, 1910
- A Child's Rhyme Book, 1910
- A Little More Than Kin (так же издан как "More Than Kin"), 1911
- The Devil's Wind, 1912
- The Fire Within, 1913
- Simon Heriot, 1914
- Queen Anne Is Dead, 1915
- Earl or Chieftain?, 1919
- The Astonishing Adventure of Jane Smith, 1923 (отдельным изданием издан в 1925)
- The Red Lacquer Case, 1924
- The Annam Jewel, 1924
- The Black Cabinet, 1925
- The Dower House Mystery, 1925
- The Amazing Chance, 1926
- Hue and Cry, 1927
- Anne Belinda, 1927
- Will-o'-the-Wisp, 1928
- Beggar's Choice, 1930
- The Coldstone, 1930
- История Валентины Райвен (англ. Kingdom Lost), 1931
- Nothing Venture, 1932
- Red Danger (в США издан под названием "Red Shadow"), 1932
- Seven Green Stones (в США издан под названием "Outrageous Fortune"), 1933
- Devil-in-the-Dark (в США издан под названием "Touch And Go"), 1934
- Fear by Night, 1934
- Red Stefan, 1935
- Blindfold, 1935
- Hole and Corner, 1936
- Mr Zero, 1938
- Run!, 1938
- Unlawful Occasions (в США издан под названием "Weekend with Death"), 1941
- Beneath the Hunter's Moon, 1945
- Silence in Court, 1947
- The Pool of Dreams: Poems, 1953